# Virtus Pallacanestro Bologna 1937-1938

## Roster
Virtus Bologna Sportiva
- Venzo Vannini (capitano)
- Gianfranco Bersani
- Livio Brisco
- Luigi Camosci
- Galeazzo Dondi Dall'Orologio
- Gelsomino Girotti
- Giancarlo Marinelli
- Athos Paganelli
- Lino Rossetti
- Napoleone Valvola

## Staff Tecnico
- Allenatore:  Vittorio Ugolini

## Risultati
- Serie A: 2ª classificata su 10 squadre (13-5)